# Klybeckareal

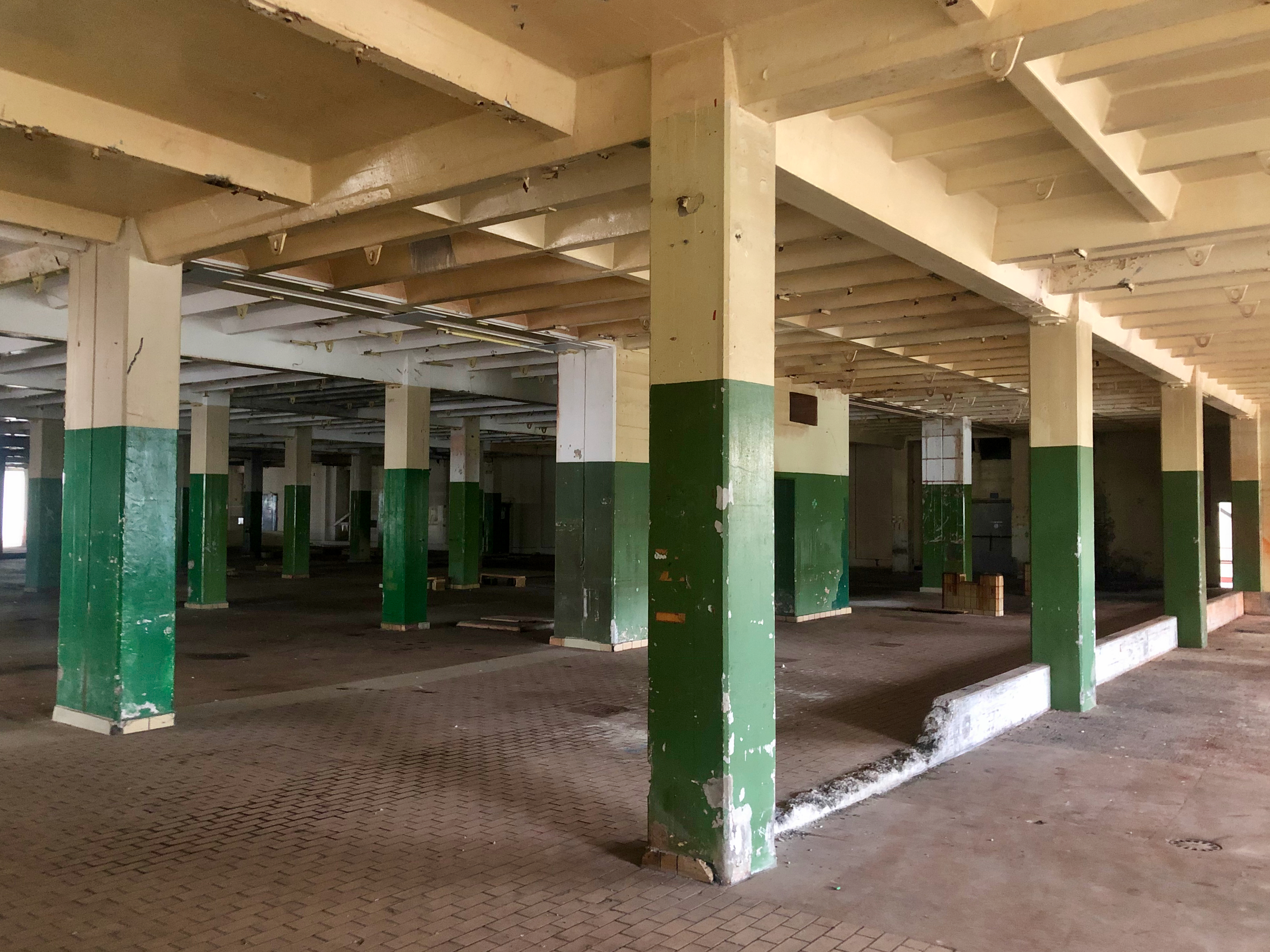
Blick in eine ehemalige Produktionshalle für Farbstoffe der Ciba-Geigy auf dem Industrieareal Klybeck in Basel

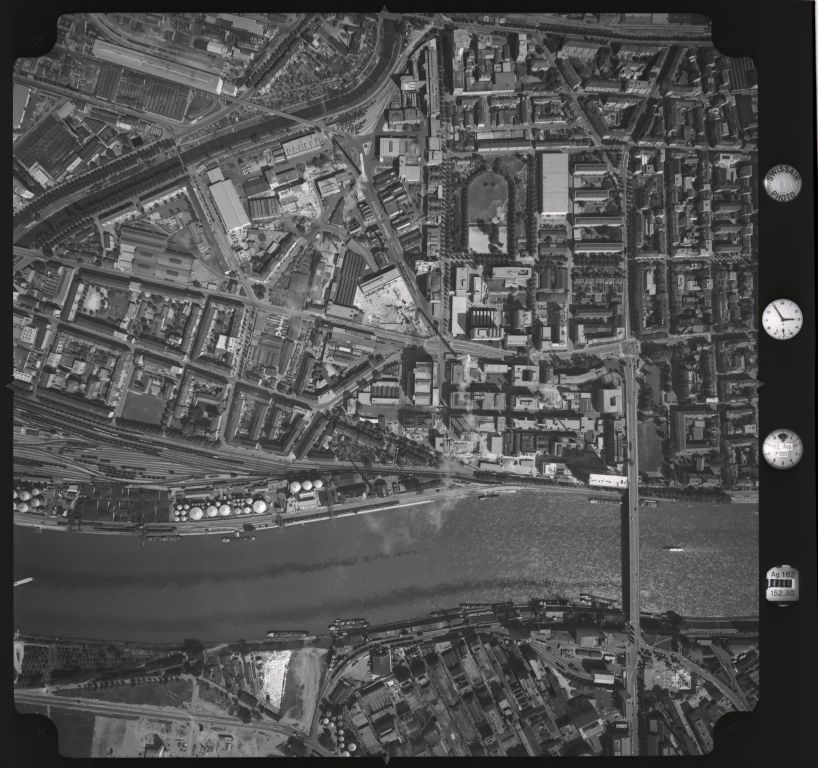
Luftbildaufnahme vom 12. August 1965 von Swissair Photo AG: Basel-Nord zwischen Rhein und Wiese mit dem Werkareal der Ciba im Zentrum

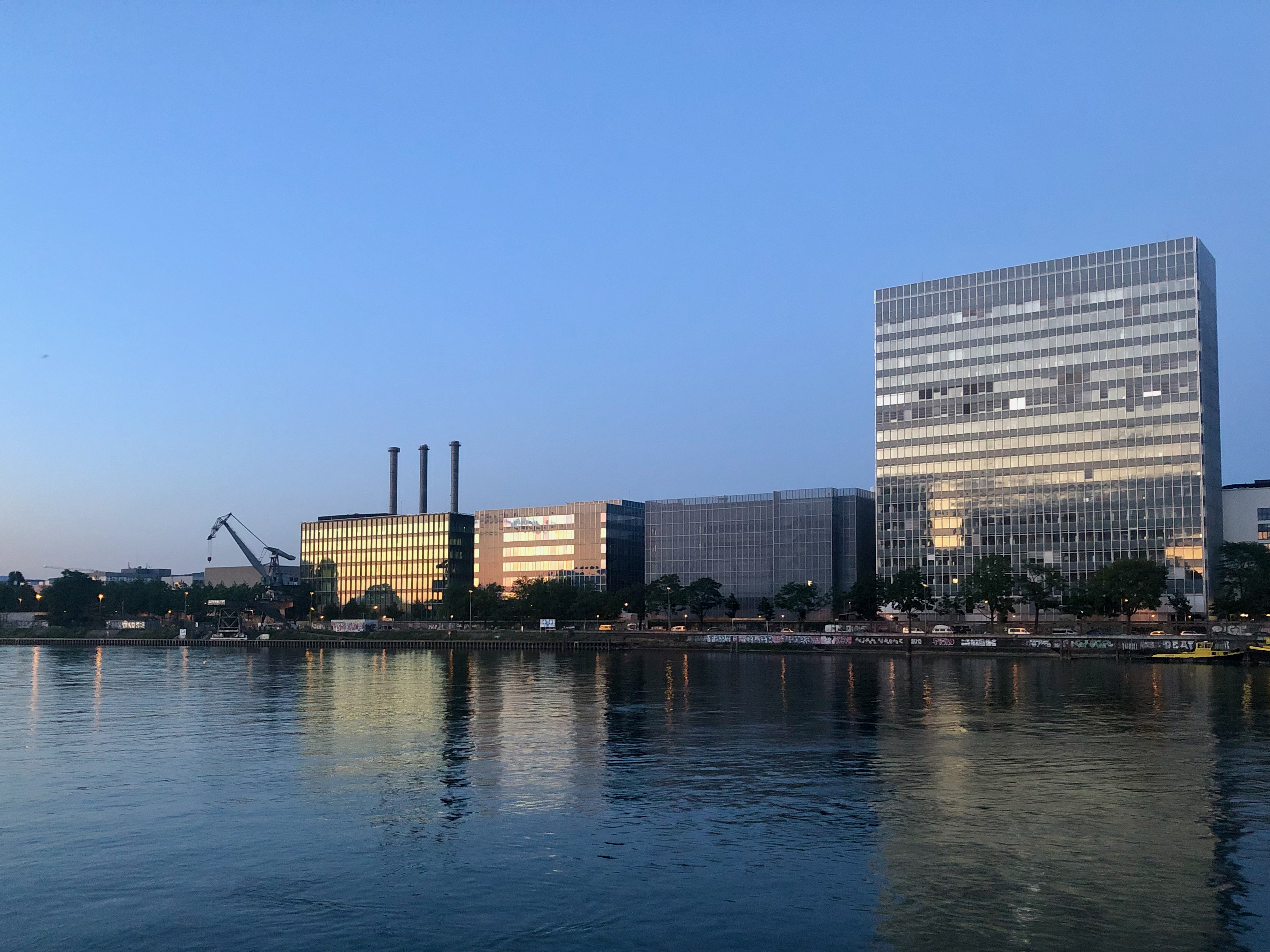
Abendlicher Blick über den Rhein auf das Werksareal Klybeck der ehemaligen Ciba-Geigy in Basel

Das Klybeckareal ist ein ehemaliges Industriegebiet in Basel Nord. Die Novartis AG und die BASF verkauften ihre Anteile am Werkareal des ehemaligen Chemiekonzerns Ciba 2019 an zwei Schweizer Immobilieninvestoren – die Central Real Estate AG und die Swiss Life. In der Planungspartnerschaft «Klybeckplus» treiben sie zusammen mit dem Kanton die Umwandlung des Gebiets bis 2040 in ein Wohn-Quartier für 10'000 Menschen voran.

## Lage und Grösse
Das Klybeckareal liegt in Basel Nord zwischen dem Rhein und dessen Zufluss Wiese. Das Gebiet hat eine Fläche von 300'000 m2. Im Norden ist es begrenzt durch die Wiesen- und Klybeckstrasse, im Süden durch die Mauer-, Badenweiler- und Dreirosenstrasse und im Osten durch den Wiesendamm. Das ungefähre Zentrum bildet ein noch nicht benannter Platz, wo die Klybeck-, Mauer- und Gärtnerstrasse aufeinandertreffen. Bis 2018 war das Gebiet für die Öffentlichkeit nicht zugänglich. Es bildete einen Riegel zwischen den benachbarten Quartieren Klybeck und Kleinhüningen im Norden und Horburg- und Matthäusquartier im Süden.

## Planung
Das Klybeckareal ist eines von mehreren grossen Transformationsarealen in Basel. Am 24. Mai 2016 gaben das Bau- und Verkehrsdepartement des Kantons Basel-Stadt sowie die Novartis AG und die BASF bekannt, sie hätten eine Planungsvereinbarung für die gemeinsame Entwicklung des Areals unterzeichnet. Noch im gleichen Jahr wurden vier Architekturbüros – Diener und Diener Architekten, OMA, Hans Kollhoff, AS&P Albert Speer und Partner – eingeladen, im Rahmen einer städtebaulichen Testplanung Ideen für das Areal zu entwickeln. Deren Ergebnisse wurden in einem Synthesebericht im November 2018 vorgelegt.
2018 gab die damalige Besitzerin BASF drei Gebäude an der Klybeckstrasse für eine Zwischennutzung des Areals. Diese Zwischennutzung begann im Januar 2019 und ist bis Ende 2023 befristet.
Im Mai 2019 gab die Novartis Pharma AG bekannt, dass sie ihren Anteil von 160'000 m2 am Werkareal an die Central Real Estate Holding AG verkauft hatte. Der Verkaufspreis wurde nicht genannt. Bei der Käuferin handelt es sich um einen Zusammenschluss von Versicherungen, Pensionskassen und Anlagestiftungen. Am 2. Juli 2019 teilten BASF und Swiss Life gemeinsam den Verkauf bzw. Kauf des restlichen Klybeckareals mit. Auch sie vereinbarten Stillschweigen, was den Verkaufspreis angeht.
Die neuen Besitzer des Areals bekannten sich zur Fortführung der Planungsvereinbarung mit dem Kanton. Am 29. August 2020 traten die Planungspartner erstmals in dieser Konstellation gemeinsam auf und stellten ihre Vision für das neue Stadtquartier vor. Gleichzeitig begannen die Arbeiten an einem städtebaulichen Leitbild unter der Führung eines Planungsteams, gebildet aus Diener & Diener Architekten aus Basel, Vogt Landschaftsarchitekten aus Zürich und Gruner Verkehrsplaner aus Basel.
Im November 2020 änderte die Central Real Estate AG ihren Namen in Rhystadt AG. Bekanntestes Mitglied des Verwaltungsrats ist die ehemalige Basler POCH- und SP-National- und Ständerätin Anita Fetz.

### Mitwirkung der Bevölkerung
§ 55 der Verfassung des Kantons Basel-Stadt gewährleistet, dass der Staat die Bevölkerung in die Meinungs- und Willensbildung einbezieht, wenn ihre Belange besonders betroffen sind. Im Herbst 2016 und im Juni 2017 führten die Planungspartner zwei Workshops mit der Bevölkerung durch. Am ersten Workshop nahmen rund 160 Personen teil und formulierten ihre Ideen für die Entwicklung des Areals zuhanden der Testplanung. Dabei wünschten sich die Menschen, die an den Beteiligungsveranstaltungen teilnahmen, leistbaren Wohnraum und innovative Wohnformen, eine gute soziale Durchmischung, Freu- und Grünräume, ein autofreies oder wenigstens autoarmes Quartier, ein stärkeres Engagement des Kantons mit dem Ziel, gemeinnützigen Wohnbauträgern Bauland im Baurecht abzugeben. Im zweiten Workshop kommentierten wiederum 160 Personen die Ergebnisse der Testplanungen und hielten fest, was für die weitere Bearbeitung berücksichtigt werden sollte. Obwohl die Planung voranschritt, gab es seit Mitte 2017 keine weiteren Beteiligungsveranstaltungen mehr.

### Initiative «Basel baut Zukunft»
Um den Kernforderungen nach zahlbarem Wohnraum, Mitwirkung bei der Planung und Klimagerechtigkeit Nachdruck zu verleihen, lancierte der Verein «Zukunft.Klybeck» 2019 die kantonale Volksinitiative «Basel baut Zukunft» und reichte diese im Sommer 2020 mit über 3000 gültigen Unterschriften ein. Der Regierungsrat und der Grosse Rat des Kantons Basel-Stadt erklärten die Initiative für gültig. Drei Stimmberechtigte reichten gegen den Entscheid des Parlaments Beschwerde beim Verfassungsgericht ein und verlangten die Aufhebung; die Initiative sei wegen schwerwiegender Eingriffe in die Eigentums- und Gewerbefreiheit für ungültig zu erklären. Unterstützt wird die Beschwerde von den Grundeigentümern Rhystadt AG und Swiss Life. Der Entscheid des Verfassungsgerichts wird für Sommer 2021 erwartet.

## Arealgeschichte
1864 verlegte der Basler Seidenfärber Alexander Clavel seine Farbstofffabrikation aus dem Kleinbasel in ein neues «Laboratorium für Fabrikation von Anilin- und anderen Farben» an die Klybeckstrasse 198. Bis dahin wurde die Gegend zwischen dem Kleinbasel und der Wiese vor allem als Weideland genutzt. Mit dem Umzug legte Clavel den Grundstein für die Entwicklung der Basler chemischen und pharmazeutischen Industrie. 1873 verkaufte Clavel seinen Betrieb an Robert Bindschedler und Albert Busch. Diese gründeten 1884 die «Gesellschaft für Chem. Industrie in Basel», Ciba. Sukzessive entwickelte das Unternehmen auf dem Areal die grösste Farbenproduktion der Schweiz.
1996 fusionierten die Ciba-Geigy und die Sandoz zur Novartis. Ein Jahr darauf wurde der Chemiebereich in die Ciba Spezialitätenchemie AG ausgegliedert. 2008 wurde diese vom deutschen Chemiekonzern BASF übernommen und integriert. Damit verschwand die Marke Ciba, die für den Aufstieg und weltweiten Erfolg der Schweizer Chemie gestanden hatte. Mit der Ciba erwarb BASF auch einen Teil des Werkareals im Klybeck. Am 6. Juli 2009 gab BASF ein umfangreiches Restrukturierungsprogramm bekannt, das den Schliessung und die Zusammenlegung von zahlreichen Produktions- und Forschungsstandorten sowie Verkaufsbüros und Forschungsstandorte vorsah; ebenso sollten 3700 Arbeitsplätze abgebaut werden.
Im Mai 2019 gab Novartis den Verkauf ihrer Arealteile an die Rhystadt AG bekannt; der Verkauf der BASF-Arealteile an die Swiss Life erfolgte im Juli 2019. Bis 2040 soll ein lebendiges, vielfältiges, durchmischtes und vernetztes Stadtquartier entstehen, das für bis zu 10’000 Menschen Raum für Wohnen, Arbeit, Freizeit und Kultur bietet, ergänzt mit öffentlichen Grün- und Freiräumen, öffentlichen Einrichtungen und mit den nötigen Verkehrsverbindungen sowie ergänzenden Angeboten des öffentlichen Nahverkehrs. 
Das Mitarbeitenden- und Kundenmagazin «Live Magazine» von Novartis arbeitet die Geschichte von Basel-Klybeck in einer Podcast-Serie mit mehreren Episoden auf. In der Podcast-Serie wird auf Wirtschaftsgeschichte, Innovationen, Architektur, Altlasten und die Zukunft des Areals eingegangen. Es kommen Zeitzeugen zu Wort, die im Klybeck-Areal arbeiteten.

### Altlasten
Laut dem Amt für Energie und Umwelt (AUE) des Kantons Basel-Stadt gilt das ganze Klybeck im Dreieck zwischen Dreirosenbrücke/Horburgstrasse, Eisenbahnbrücke und Wiesemündung als belasteter Standort. Der grösste Teil sei allerdings nicht sanierungsbedürftig. Solange nicht gebaut werde und das Material im Boden bleibe, bestehe kein Handlungsbedarf. Das Werksareal ist gemäss Kataster der belasteten Standorte überwachungsbedürftig; die Eigentümer müssen sicherstellen, «dass sie bekannte altlastenrechtliche Risiken im Augen behalten». Zwei Standorte sind sanierungsbedürftig. Die Arbeiten waren gemäss den Angaben des Amtes im Gang.
Die offiziellen Angaben zu den Altlasten im Klybeck sind umstritten. Die Vereinigung der Ärztinnen und Ärzte für Umweltschutz (AefU) warf dem Amt für Umwelt und Energie am 20. Juni 2019 vor, das Werkareale und die Böden im Quartier nicht gründlich untersucht und die Altlastenverordnung im Stadtteil Klybeck nur ansatzweise umgesetzt zu haben. 2023 kam eine AefU-Studie zum Schluss, dass die Behörden des Kantons Wallis bedeutend besser mit der Verschmutzung durch Benzidin umgehen, etwa in Monthey, als diese der beiden Basel.

### Schützenswerte Bauten
Zahlreiche Fabrikations- und Verwaltungsgebäude auf dem Areal gelten als wichtige Zeugen der Schweizer Industriekultur und sind im kantonalen Inventar der schützenswerten Bauten registriert. Dies bedeutet, dass die Denkmalpflege als Fachinstanz eine Erhaltenswürdigkeit festgestellt hat.